# Ирини Жамбонас
Ирини Антониос Жамбонас е българска актриса, дъщеря на състезателката по тенис на маса Елпиники Жамбон.

## Биография
Завършва актьорско майсторство за драматичен театър в клас на професор Здравко Митков в НАТФИЗ „Кръстьо Сарафов“ през 1994 г. След това започва работа в „Малък градски театър“ „Зад канала“. Играе и на сцената на „Театър 199“. Първият филм, в който участва, е станалият култов и скандален „Маргарит и Маргарита“.
Има един син от връзката си с Емил Емилов.

## Награди
- Наградата „Икар“ на Съюза на артистите в България „за главна мъжка роля“: за ролята на (Ремей) в „Канкун“, копродукция на Малък градски театър „Зад канала“ и Драматичен театър „Н.О. Масалитинов“ – Пловдив, 2011.
- Награда за женска роля на Фестивал на Студентските театрални празници – Братислава (Словакия) за Наталия Степанова в „Предложение“
- Награда поддържаща женска роля „АСКЕЕР 2005“ за Маша в „Чайка“
- Награда „Икар 2002“ на САБ за женска роля за Клара в „Хубавата Клара“
- Награда за женска роля на фестивал „Нова българска драма – Шумен 2003“ за Елена в „Поручик Бенц“
- Награда за женска роля на фестивала „Златната ракла 2001“ Пловдив
- Награда за главна женска роля, филма „В Кръг“, фестивал Сараево 2019[1]

## Телевизионен театър
- „Големанов“ (по Ст. Л. Костов, сц. и реж. Иван Ничев, 1995)

## Филмография
- „Алея на славата“ (2023)
- „Голата истина за група Жигули“ (2021) – Соня
- „В кръг“ (2019)
- „Посоки“ (2017)
- „Докато Ая спеше“ (2015) – Мила, жената на Боян
- „Връзки“ (2015) – Ирина, съпруга на Номер 1
- „Недадените“ (2013) – Берта, съпруга на Равин Нисим и майка на Лиза
- „Военен кореспондент“ (2008) – Мария
- „Искам го мъртъв“ (2008)
- „Ваканцията на Лили“ (2007), 6 серии - Ива
- „Кратка история“ (2007) – майката на Аспарух
- „Суфле д'аморе“ (тв, 2006) – Нели
- „Другият наш възможен живот“ (2005) – Лина, жената на Петър
- „Ярост“ (2001) – Елена
- „Пансион за кучета“ (2000) – момиче
- „Маргарит и Маргарита“ (1989) – Маргарита (Рита)